# Michael Stockton
Michael Stockton (* 7. Mai 1989 in Spokane, Washington) ist ein US-amerikanischer Basketballspieler. Er ist 1,85 Meter groß und läuft meist als Point Guard auf.
Nach dem Studium in seinem Heimatland wurde Stockton Profi und spielte zunächst von 2011 an vier Jahre in Deutschland, davon zwei Jahre in der höchsten Spielklasse Basketball-Bundesliga bei den MHP Riesen Ludwigsburg. Später stand er bei der BG Göttingen und damit erneut bei einem deutschen Bundesligisten unter Vertrag. In der Saison 2015/16 spielte Stockton in seinem Heimatland in der NBA Development League bei den Canton Charge. Stocktons Vater John war ebenfalls Basketballspieler und gilt als Mitglied des „Dream Teams“ und der Naismith Memorial Basketball Hall of Fame als einer der besten Point Guards aller Zeiten. Sein Bruder David spielte in der Saison 2018/19 beim Bundesligakonkurrenten Medi Bayreuth.

## Karriere
Stockton wuchs in Utah und später in Spokane auf, wohin sein Vater mit seiner Familie nach dem Ende von dessen Spielerkarriere zurückkehrte. Zum Studium ging Stockton 2007 an das Westminster College zurück nach Salt Lake City. Während des Studiums war Stockton Mitglied der Hochschulmannschaft Griffins in der NAIA. Die NAIA ist für Personen, die eine Karriere im US-amerikanischen Profisport anstreben, eine eher unbedeutende Liga. Innerhalb der NAIA gehört die Basketballmannschaft der Griffins jedoch zu den besseren Mannschaften und konnte ihre Conference in der Vergangenheit mehrfach gewinnen und sich für die landesweite Endrunde der NAIA qualifizieren. In Stocktons aktiver Zeit gewann man 2009 und 2010 die „Frontier Conference“ und erreichte in der Endrunde einmal das Viertelfinale und einmal die zweite Runde, in denen man jeweils gegen den späteren Vizemeister ausschied. Individuell konnte sich Stockton in seinen vier Spielzeiten jeweils steigern und erreichte in seinem letzten Jahr gut 18 Punkte und vier Korbvorlagen pro Spiel.
Nach dem Ende seiner Studienkarriere wechselte Stockton in den Berufsbasketball. Nachdem er beim NBA-Draft 2011 von keiner Mannschaft ausgewählt worden war, bekam er 2011 einen Vertrag beim deutschen Zweitligisten BG Karlsruhe. In der ProA-Spielzeit 2011/12 verpasste der ehemalige Erstligist als Tabellenneunter mit Stockton knapp die Play-offs um den Aufstieg in die höchste Spielklasse. Im Sommer 2012 bekam der „Rookie“ und ehemalige NAIA-Student dann die Möglichkeit, für die ehemalige Mannschaft seines Vaters Utah Jazz in der NBA Summer League zu spielen. Nachdem er nach Karlsruhe zurückgekehrt war, konnte Stockton in der ProA-Spielzeit 2012/13 seine individuellen Statistiken aus der Vorsaison bestätigen und verbesserte sich leicht auf zwölf Punkte und knapp vier Vorlagen pro Spiel. Die Karlsruher verbesserten sich auf den vierten Tabellenplatz nach der Saisonhauptrunde und zogen in den Play-offs, in denen sich Stockton statistisch noch steigerte, in die Halbfinalserie ein, die über das sportliche Aufstiegsrecht in die Basketball-Bundesliga entschied. Hier unterlag man nur sehr knapp in der Maximalanzahl von fünf Spielen dem Hauptrundenersten und späteren Meister SC Rasta Vechta.
Stockton gelang der Sprung in die höchste deutsche Spielklasse, als er zur Bundesliga-Saison 2013/14 aus Baden nach Württemberg zum Erstligisten MHP Riesen Ludwigsburg wechselte und dort zum Mannschaftskapitän ernannt wurde. Mit den Ludwigsburgern, die zuvor auf einem Abstiegsplatz nur durch den Erwerb einer Wildcard den Klassenerhalt erreicht hatten, konnte sich Stockton zweimal jeweils knapp, aber erfolgreich für die Play-offs der besten acht Mannschaften um die Meisterschaft qualifizieren. Hier schied man jeweils in der ersten Runde gegen die Hauptrundenersten und späteren Titelgewinner FC Bayern München (2014) und Brose Baskets (2015) aus. Nach zwei Jahren berücksichtigte Trainer John Patrick Stockton nicht mehr für den Kader der folgenden Spielzeit, stattdessen wurde dieser von den Grand Rapids Drive im Entry Draft der NBA Development League (D-League) ausgewählt. Die Drive tauschten die Rechte an Stockton jedoch ein, so dass dieser zum Ligakonkurrenten Charge aus Canton (Ohio) wechselte.
Nach Stationen in Russland und Griechenland kehrte Stockton zur Saison 2017/18 nach Deutschland zurück und schloss einen Vertrag mit dem Erstligisten BG Göttingen. Zur Saison 2019/20 wechselte von dort Stockton nach Frankreich zu Cholet Basket. In der Saison 2019/20 kam er für Cholet in 25 Ligaeinsätzen auf Mittelwerte von 12,2 Punkten, 6,8 Korbvorlagen und 3 Rebounds pro Spiel, 2020/21 dann 13 Punkte, 7,2 Korbvorlagen und 3,3 Rebounds je Begegnung. 2021 nahm er ein Angebot von BK Budiwelnyk Kiew an. Er verließ den Verein und die Ukraine Mitte Februar 2022 und damit noch vor dem Beginn des russischen Überfalls auf die Ukraine. Stockton folgte mit seinem Ausreiseentschluss der Empfehlung der US-Botschaft in Kiew. Er kehrte zunächst in sein Heimatland zurück. Mitte März 2022 wurde er vom französischen Erstligisten Champagne Châlons Reims Basket verpflichtet. Dort spielte er bis zum Ende der Saison 2021/22, im Sommer 2022 schloss er sich dem Ligakonkurrenten Élan Béarnais Pau-Lacq-Orthez an, bei dem er bis zum Ende des Spieljahres 2022/23 unter Vertrag stand.
Im Oktober 2023 kehrte er nach Frankreich zurück und verstärkte BCM Gravelines. Stockton erzielte für Gravelines im Durchschnitt 9,3 Punkte und 3,8 Vorlagen je Begegnung. Anfang November 2024 wurde er von Élan Chalon verpflichtet.